# Berenguer Renard de Peralada
Berenguer Renard de Peralada o de Carmençó fou potser vescomte de Rocabertí, el que sí que fou era senyor de Peralada. Segurament era fill i hereu del vescomte Dalmau III de Rocabertí, i malgrat que va tenir descendència, aquesta no perdurà i tot el patrimoni passà al seu possible germà Jofre I de Rocabertí amb qui comença el llinatge segur dels vescomtes de Rocabertí.
Potser va tenir la descendència que es detalla tot seguit d'una dama que ens és desconeguda:
- Gausbert de Peralada, senyor de Peralada i mort el 1132
- Ramon de Torrelles o de Peralada, senyor de Peralada, mort el 1176
- Eimeric de Torrelles o de Peralada, senyor de Peralda i mort també el 1176
- Dalmau (?) canonge de Girona